# Brlek
Brlek je priimek v Sloveniji, ki ga je po podatkih Statističnega urada Republike Slovenije na dan 1. januarja 2010 uporabljalo 166 oseb in je med vsemi priimki po pogostosti uporabe uvrščen na 2.666. mesto.

## Znani nosilci priimka
- Darko Brlek (*1964), klarinetist in glasbeni menedžer
- Franc (Metod) Brlek (1926—2013), frančiškan
- Ivan (Mijo) Brlek (1911—1984), frančiškan
- Ksenija Trotovšek Brlek, violončelistka
- Stanislav Brlek, frančiškan
- Žiga Brlek, bobnar